# Ariosto Jaeger
Ariosto Jaeger (? —?) foi um político brasileiro.
Foi eleito deputado estadual, pelo PSD, para as 38ª, 39ª, 40ª, 41ª e pela ARENA na 42ª Legislaturas da Assembleia Legislativa do Rio Grande do Sul, de 1951 a 1967.